# Lepton
Ve fyzice je lepton částice, na kterou nepůsobí silná jaderná síla (silná interakce). Jméno „lepton“ pochází z řečtiny a znamená lehký, proto se někdy objevuje pod pojmem lehká částice. Avšak po zavedení tohoto pojmu byl objeven tauon, který je téměř dvakrát hmotnější než proton.
Leptony se dělí na nabité leptony (elektron, mion a tauon) a neutrina (elektronové, mionové a tauonové).

## Vlastnosti
U leptonů nebyla zjištěna žádná vnitřní struktura a jsou považovány za dále nedělitelné.
Všechny leptony mají spin ½ a patří tedy mezi fermiony. Leptony mají šest vůní: e−, μ−, τ−, νe, νμ, ντ.
Známe 12 leptonů: 3 nabité částice (elektron, mion a tauon), 3 odpovídající neutrina, a 6 jejich antičástic. Antičástice mají stejnou hmotnost jako částice. Hmotnost neutrin nebyla zatím stanovena, je však v porovnání s nabitými leptony velmi malá.
Nabité leptony a jim odpovídající neutrina tvoří tzv. generace (řazení do generací je obdobné jako u kvarků). První generaci tvoří elektron s elektronovým neutrinem, druhou generaci tvoří mion s mionovým neutrinem, třetí generaci tauon s tauonovým neutrinem. Do daných generací patří i odpovídající antičástice.
Každé částici lze přiřadit tzv. leptonové číslo – elektronové, mionové a tauonové. Částice a neutrino příslušné skupiny je má 1, jejich antičástice -1, zbývajících 8 leptonů je má 0.
| Částice           | elektron (negatron)                    | mion                                      | tauon                                      |
| ----------------- | -------------------------------------- | ----------------------------------------- | ------------------------------------------ |
| Symbol            | e−                                     | μ−                                        | τ−                                         |
| Hmotnost (MeV/c2) | 0,511                                  | 105,7                                     | 1777                                       |
| Náboj             | -1                                     | -1                                        | -1                                         |
| Antičástice       | antielektron (pozitron)                | antimion                                  | antitauon                                  |
| Symbol            | e+                                     | μ+                                        | τ+                                         |
| Náboj             | +1                                     | +1                                        | +1                                         |
| Neutrino          | elektronové                            | mionové                                   | tauonové                                   |
| Symbol            | νe                                     | νμ                                        | ντ                                         |
| Náboj             | 0                                      | 0                                         | 0                                          |
| Antineutrino      | elektronové                            | mionové                                   | tauonové                                   |
| Symbol            | {\displaystyle {\overline {\nu _{e}}}} | {\displaystyle {\overline {\nu _{\mu }}}} | {\displaystyle {\overline {\nu _{\tau }}}} |
| Náboj             | 0                                      | 0                                         | 0                                          |